# Redonda (Corcubión)
Redonda (llamada oficialmente San Pedro de Redonda) es una parroquia y una aldea española del municipio de Corcubión, en la provincia de La Coruña, Galicia.

## Entidades de población
Entidades de población que forman parte de la parroquia:
- Amarela (A Amarela)
- Oliveira (A Oliveira)
- Quenxe
- Redonda
- San Roque
- Vilar (O Vilar)

## Demografía

### Parroquia
| Gráfica de evolución demográfica de Redonda (parroquia) entre 2000 y 2019 |
|                                                                           |
| Datos según el nomenclátor publicado por el INE.                          |

### Aldea
| Gráfica de evolución demográfica de Redonda (aldea) entre 2000 y 2019 |
|                                                                       |
| Datos según el nomenclátor publicado por el INE.                      |